# Mogens Baltzer
Mogens Baltzer (født 17. juni 1941, død 8. november 2004) var en dansk politiker, der var borgmester i Solrød Kommune fra 1991 til 2003, valgt for partiet Venstre. Baltzer afløste partifællen Arne Haugaard-Hansen og blev selv afløst af partifællen Merete Wiid, da han i 2003 måtte trække sig grundet sygdom. Baltzer var elektrikeruddannet faglærer, og blev første gang valgt til byrådet i 1973. Ydermere var han i en periode formand for elselskabet SEAS, samt bestyrelsesformand for eldistributionsselskabernes brancheforening, ELFOR.